# Пена дней
«Пена дней» (фр. L’Écume des jours) — роман французского писателя Бориса Виана. Написан с марта по май 1946 года, впервые опубликован в апреле 1947 года.

## Сюжет
Главный герой романа — Колен, богатый двадцатилетний молодой человек, который предпочитает джаз и любовь, но терпеть не может насилие и работу. «Круглая голова, маленькие уши, прямой нос, золотистая кожа. ... часто улыбался младенческой улыбкой ... был довольно высокий, стройный, длинноногий и вообще очень милый. Почти всегда у него было хорошее настроение, а в остальное время он спал». Он желает любви и находит ее в лице Хлои, безумной любви, которая заставит его потерять все, что у него есть. Болезнь Хлои побудила его работать впервые в жизни: сначала его первой работой было выращивание оружия, потом - наблюдение за золотым запасом, а во время последней он узнает о смерти Хлои. Роман начинается со знакомства с Коленом в момент совершения его утреннего туалета: «Колен заканчивал свой туалет. ... Янтарный гребень разделил его шелковистую шевелюру на тонкие оранжевые пряди, напоминающие борозды, которые вилкой прокладывает веселый пахарь на блюдце с абрикосовым конфитюром». Персонаж развивается в вымышленном мире, основанном на его собственных законах, где он «косо подстригает края своих матовых век, чтобы придать взгляду таинственность» или «проткнув дно ванны, он выпускает из нее воду». 
У Колена «достаточно состояния, чтобы жить должным образом, не работая на других». У него есть друг по имени Шик, у которого нет подобной возможности, так как «профессия инженера не позволяла ему жить на уровне своих рабочих». Третий мужской персонаж - повар Колена, Николя, который собирает приключения, оставаясь слепым к любви Исиды, друга Ализы и Хлои. 
Однажды Шик встречает девушку, Ализу, родственницу Николя. Колен, ревнивый, также хочет узнать девушку и влюбляется в Хлою на вечеринке на день рождения пуделя Дюпона. Он женился на ней и отдал Шику четверть своего состояния, чтобы он мог жениться на Ализе. Хлоя заболевает: в ее правом легком растет лилия. Это начало денежных проблем для Колена, который, вложив большую сумму в свой брак и в роскошный автомобиль, должен, чтобы вылечить ее, купить ей цветы в больших количествах и отправить ее на гору. Хлоя, вынужденная пить только две ложки в день, сильно страдает. Когда она возвращается с горы, водяной лилии больше нет, но теперь она может использовать только одно легкое. Колену приходится искать работу, чтобы купить цветы, но в этот раз Хлоя снова заболевает только уже в области другого легкого. Их дом постепенно сжимается и становится все более грустным и темным с каждым днем, несмотря на усилия их маленькой серой мышки с черными усами очистить желтую керамическую плитку и позволить пробиться солнечным лучам. 
Философ Жан-Соль Партр растрачивает все деньги, которые Колен ему оставил. Используя деньги только для удовлетворения своей страсти, он никогда не женится на Ализе, которая в конце концов убивает философа сердцедером (что послужит названием для следующего романа Бориса Виана «Сердцедер», впоследствии опубликованного в 1953 году) и сжигает книжные магазины рядом с Шиком, надеясь спасти его от зависимости, которая станет навязчивой. Между тем, не заплатив свои налоги, предпочтя сохранить свои деньги, чтобы расширить свою коллекцию, Шик прошел налоговые проверки. Он был убит полицейскими, пытаясь помешать им разрушить произведения философа. Алиса умирает вскоре после этого в огне. 
Когда Хлою сокрушает болезнь, Колен деградирует, потратив оставшееся все свое состояние в надежде ее исцелить. Поскольку он не может заплатить высокую цену, священнослужители высмеивают погребение. Мышь стремится умереть между зубами кошки, потому что не может видеть Колена таким грустным. Последний, кажется, умирает от глубокой печали.

## Пародии на экзистенциализм
В романе появляется второстепенный сатирический персонаж Жан-Соль Партр, пародирующий философа Жана-Поля Сартра. Персонаж назван именем, созвучным с именем прототипа. Присутствуют также ссылки на различные работы Сартра, тоже с изменёнными названиями, например, «Тошнота» превратилась в «Блевотину».
Насмешка Виана относится к той «моде на экзистенциализм», которая возникла во Франции в 1940-е годы и благодаря которой Сартр превратился в своего рода живого идола. Объектом пародии выступает не личность Сартра (Виан был в то время с ним очень близок и искренне восхищался), а «миф» о нём, созданный многочисленными поклонниками. Сначала в роли такого персонажа-кумира автор предполагал вывести одного из двух своих друзей-писателей — Раймона Кено или Пьера Мак-Орлана. Сартр же горячо одобрил «Пену дней» и в октябре 1946 года, до публикации романа, напечатал отрывки в своём журнале «Les Temps Modernes».

## Русские переводы
Первое русское издание «Пены дней» было осуществлено московским издательством «Художественная литература» в 1983 году (перевод Лилианны Лунгиной). В книгу были также включены новеллы Бориса Виана, переводы которых были выполнены под руководством Л. Лунгиной и В. Наумова участниками переводческого семинара при московской писательской организации Союза писателей РСФСР. Книга на прилавках не появлялась и мгновенно стала библиографической редкостью, несмотря на огромный по современным меркам тираж в 50 000 экземпляров.
В 1997 году вышел перевод В. Е. Лапицкого.
В 1998 году вышел перевод  М.К. Голованивской и  М.М. Блинкиной-Мельник.

## Русские издания
- Виан Б. Пена дней. / Пер. с фр. Л. Лунгиной — М.: Художественная литература, 1983. — 320 с.
- Виан Б. Пена дней. — М.: Иной мир, 1993. — 352 с. — ISBN 5-85352-002-4.
- Виан Б. Пена дней. / Пер. с фр. Л. Лунгиной — М.: ТЕРРА / Орлов и сын, 1994. — 352 с. — ISBN 5-85255-432-4, ISBN 5-85972-001-7.
- Виан Б. Пена дней. — M.: Локид, 1997. — 342 с. — ISBN 5-320-00232-7.
- Виан Б. Пена дней. — Харьков: Фолио, Феникс, 1998. — 368 с. — ISBN 5-222-00545-3.
- Виан Б. Пена дней. / Пер. с фр. М. Голованивской, М. Блинкиной-Мельник — М.: ТЕРРА / Книжный клуб, 1998. — 560 с. — ISBN 5-300-01827-9.
- Виан Б. Пена дней. / Пер. с фр. Л. Лунгиной — М.: Кристалл, 2000. — 416 с. — ISBN 5-306-00010-X .
- Виан Б. Пена дней. / Пер. с фр. Л. Лунгиной — M.: АСТ, 2001. — 251 c. — ISBN 5-17-006982-0.
- Виан Б. Пена дней. — M.: Фолио, 2003. — 251 c. — ISBN 966-03-1202-4.
- Виан Б. Пена дней. — M.: Азбука, 2005. — 256 c. — ISBN 5-352-01399-5.
- Виан Б. Пена дней. — M.: Азбука, 2007. — 256 с. — ISBN 978-5-352-02033-3.
- Виан Б. Пена дней. — M.: Азбука, 2007. — 256 с. — ISBN 978-5-395-00306-5.
- Виан Б. Пена дней. — СПб: Азбука, 2009. — 192 с. — ISBN 978-5-9985-0150-0.
- Виан Б. Пена дней. — M.: Азбука, 2010. — 640 с. — ISBN 978-5-9985-0753-3.
- Виан Б. Пена дней. — M.: Азбука-Аттикус, 2012. — 256 с. — ISBN 978-5-389-04775-4.
- Виан Б. Пена дней. — M.: Азбука, 2013. — 288 с. — ISBN 978-5-389-05742-5.
- Виан Б. Пена дней. — СПб: Азбука, 2016. — 288 с. — ISBN 978-5-389-05742-5.
- Виан Б. Пена дней. — M.: Азбука-Аттикус, 2021. — 256 с. — ISBN 978-5-389-04775-4.
- Виан Б. Пена дней и другие истории. — М.: Иностранка, 2022. — 928 с. — ISBN 978-5-389-16578-6.
- Виан Б. Пена дней. — М.: Иностранка, 2023. — 320 с. — ISBN 978-5-389-22194-9.

## Экранизации
- В 1968 году роман был экранизирован французским режиссёром Шарлем Бельмоном. В роли Колена снялся актёр Жак Перрен.
- В 2001 году по мотивам романа японский режиссёр Го Ридзю[англ.] (利重 剛) снял фильм «Хлоя[яп.]»[3]. В главных ролях сыграли Нагасе Масатоси (永瀨正敏) и Синода Нобору (篠田昇). Фильм был номинирован на конкурс Берлинского кинофестиваля 2001 года.
- «Пена дней» (2013) — экранизация романа режиссёром Мишелем Гондри. Роль Хлои исполнила Одри Тоту, а роль Колена — Ромен Дюрис. В Европе фильм вышел в прокат 24 апреля 2013 года, в России — 4 июля 2013 года[4][5][6][7].

## Влияние
- Роман «Пена дней» занимает десятое место в списке «100 книг века по версии Le Monde»[8].
- В 1981 году композитором Э. Денисовым на тему романа «Пена дней» (либретто Э. Денисова) была написана одноимённая опера — лирическая драма в 3 актах и 14 картинах[источник не указан 671 день].
- В 1996 году в Московском ТЮЗе режиссер Сергей Виноградов поставил спектакль «Пена дней». Это была первая постановка романа на российской сцене. В 2000 году Сергей Виноградов поставил вторую версию спектакля в «Театральной компании Сергея Виноградова»[источник не указан 671 день].